# Dýšina
Dýšina es una localidad del distrito de Ciudad de Pilsen en la región de Pilsen, República Checa, con una población estimada a principio del año 2018 de 1844 habitantes. 
Se encuentra ubicada en el centro de la región, en la cuenca hidrográfica del río Berounka —un afluente izquierdo del río Moldava que, a su vez, lo es del Elba—.